# Kit Carson County
Das Kit Carson County ist ein County im östlichen Teil des Bundesstaates Colorado der Vereinigten Staaten. Der Verwaltungssitz (County Seat) ist Burlington.

## Geographie
Er wird im Uhrzeigersinn von den Bezirken Washington (Nordwesten), Yuma, Sherman und Wallace im Osten (beide Kansas), Cheyenne (Süden) und Lincoln im Westen umschlossen. Das County hat grenzt im Osten an den US-Bundesstaat Kansas.
Durch das County zieht sich die Eisenbahnstrecke der ehemaligen Chicago, Rock Island and Pacific Railroad. Ferner befindet sich hier die Interstate 70.

## Geschichte
Das County wurde 1889 aus Teilen des Elbert Countys gebildet und benannt nach dem Soldaten und Brigadegeneral Christopher Houston Carson („Kit Carson“) (1809–1868).

## Demografische Daten
Nach der Volkszählung im Jahr 2000 lebten im County 8011 Menschen. Es gab 2990 Haushalte und 2081 Familien. Die Bevölkerungsdichte betrug 1 Einwohner pro Quadratkilometer. Ethnisch betrachtet setzte sich die Bevölkerung zusammen aus 87,28 Prozent Weißen, 1,74 Prozent Afroamerikanern, 0,51 Prozent amerikanischen Ureinwohnern, 0,32 Prozent Asiaten, 0,04 Prozent Bewohnern aus dem pazifischen Inselraum und 9,20 Prozent aus anderen ethnischen Gruppen; 0,91 Prozent stammten von zwei oder mehr Ethnien ab. 13,67 Prozent der Gesamtbevölkerung waren spanischer oder lateinamerikanischer Abstammung.
Von den 2990 Haushalten hatten 33,6 Prozent Kinder und Jugendliche unter 18 Jahre, die bei ihnen lebten. 59,4 Prozent waren verheiratete, zusammenlebende Paare, 6,3 Prozent waren allein erziehende Mütter. 30,4 Prozent waren keine Familien. 27,2 Prozent waren Singlehaushalte und in 12,5 Prozent lebten Menschen im Alter von 65 Jahren oder darüber. Die Durchschnittshaushaltsgröße betrug 2,50 und die durchschnittliche Familiengröße lag bei 3,07 Personen.
Auf das gesamte County bezogen setzte sich die Bevölkerung zusammen aus 26,7 Prozent Einwohnern unter 18 Jahren, 7,5 Prozent zwischen 18 und 24 Jahren, 29,0 Prozent zwischen 25 und 44 Jahren, 22,2 Prozent zwischen 45 und 64 Jahren und 14,6 Prozent waren 65 Jahre alt oder darüber. Das Durchschnittsalter betrug 37 Jahre. Auf 100 weibliche Personen kamen 112,2 männliche Personen, auf 100 Frauen im Alter ab 18 Jahren kamen statistisch 112,1 Männer.
Das jährliche Durchschnittseinkommen eines Haushalts betrug 33.152 USD, das Durchschnittseinkommen der Familien betrug 41.867 USD. Männer hatten ein Durchschnittseinkommen von 28.700 USD, Frauen 19.978 USD. Das Prokopfeinkommen betrug 16.964 USD. 12,1 Prozent der Bevölkerung und 9,4 Prozent der Familien lebten unterhalb der Armutsgrenze. Darunter waren 16,6 Prozent der Bevölkerung unter 18 Jahren und 11,1 Prozent der Einwohner ab 65 Jahren.

## Sehenswürdigkeiten

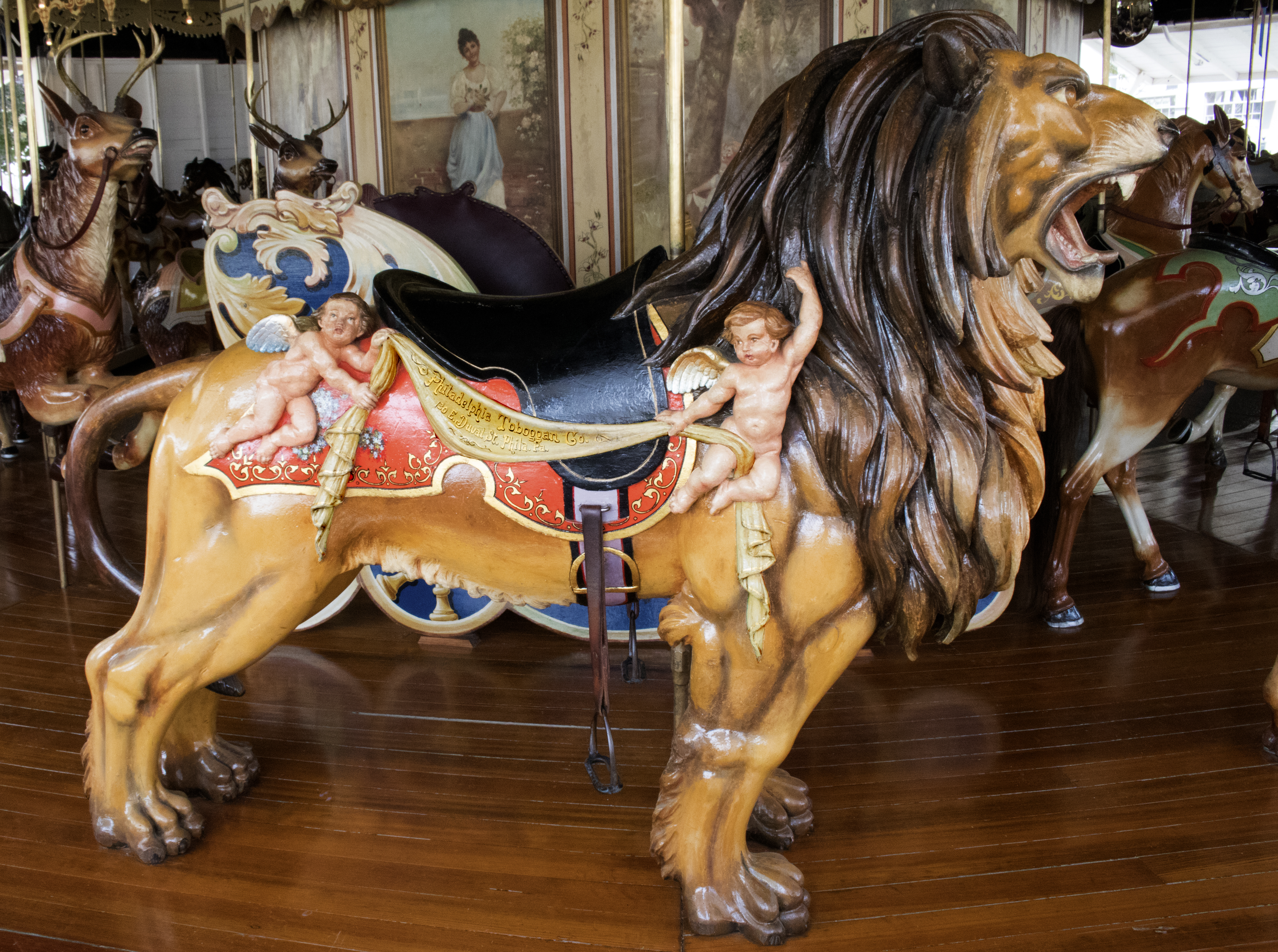
Figur im Elitch Gardens Carousel (2021). Dieses Karussell wurde 1905 durch das Unternehmen Philadelphia Toboggan Coasters hergestellt. Das Fahrgeschäft wurde im Februar 1987 als ein National Historic Landmark anerkannt.

Sechs Bauwerke und historische Bezirke (Historic Districts) im Kit Carson County sind im National Register of Historic Places („Nationales Verzeichnis historischer Orte“; NRHP) eingetragen (Stand 9. September 2022), wobei das Elitch Gardens Carousel den Status eines National Historic Landmarks („Nationales historisches Wahrzeichen“) hat.

## Orte im County
- Bethune
- Burlington
- Flagler
- Seibert
- Stratton
- Vona